# Biologicky rozložitelný odpad

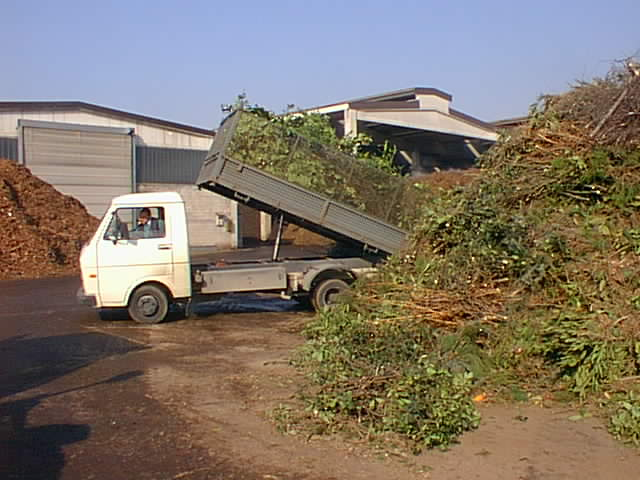
Zahradní odpad v kompostárně

Biologicky rozložitelný odpad, obecně označovaný jako bioodpad, je jakýkoli odpad, který je schopen anaerobního nebo aerobního rozkladu (např. potraviny, odpad ze zeleně, papír). Jedná se o odpad, jehož respirační aktivita po čtyřech dnech (AT4) je nad 10 mg O2/g sušiny a dynamický respirační index je nad 1 000 O2/kg spal. látek/h. Po proběhnutí biologického rozkladu se odpad mění ve stabilizovaný odpad.

## Biologicky rozložitelný komunální odpad
Velmi důležitou částí biologicky rozložitelných odpadů jsou biologicky rozložitelné komunální odpady (BRKO), které dle Plánu odpadového hospodářství ČR tvoří tyto druhy:
| Katalogové číslo | Název druhu                           | Podíl biologicky rozložitelné složky (% hmotnostní) |
| ---------------- | ------------------------------------- | --------------------------------------------------- |
| 20 01 01         | Papír a/nebo lepenka                  | 100                                                 |
| 20 01 07         | Dřevo                                 | 100                                                 |
| 20 01 08         | Organický kompostovatelný odpad       | 100                                                 |
| 20 01 10         | Oděv                                  | 75                                                  |
| 20 01 11         | Textilní materiál                     | 75                                                  |
| 20 02 01         | Kompostovatelný odpad z údržby zeleně | 100                                                 |
| 20 03 01         | Směsný komunální odpad                | 40                                                  |
| 20 03 02         | Odpad z tržišť                        | 75                                                  |

Z toho tedy plyne, že obsah bioodpadů ve směsném, přesněji ve zbytkovém komunálním odpadu je ještě vyšší. Lokálně může dosahovat až 60 % hmotnostních.

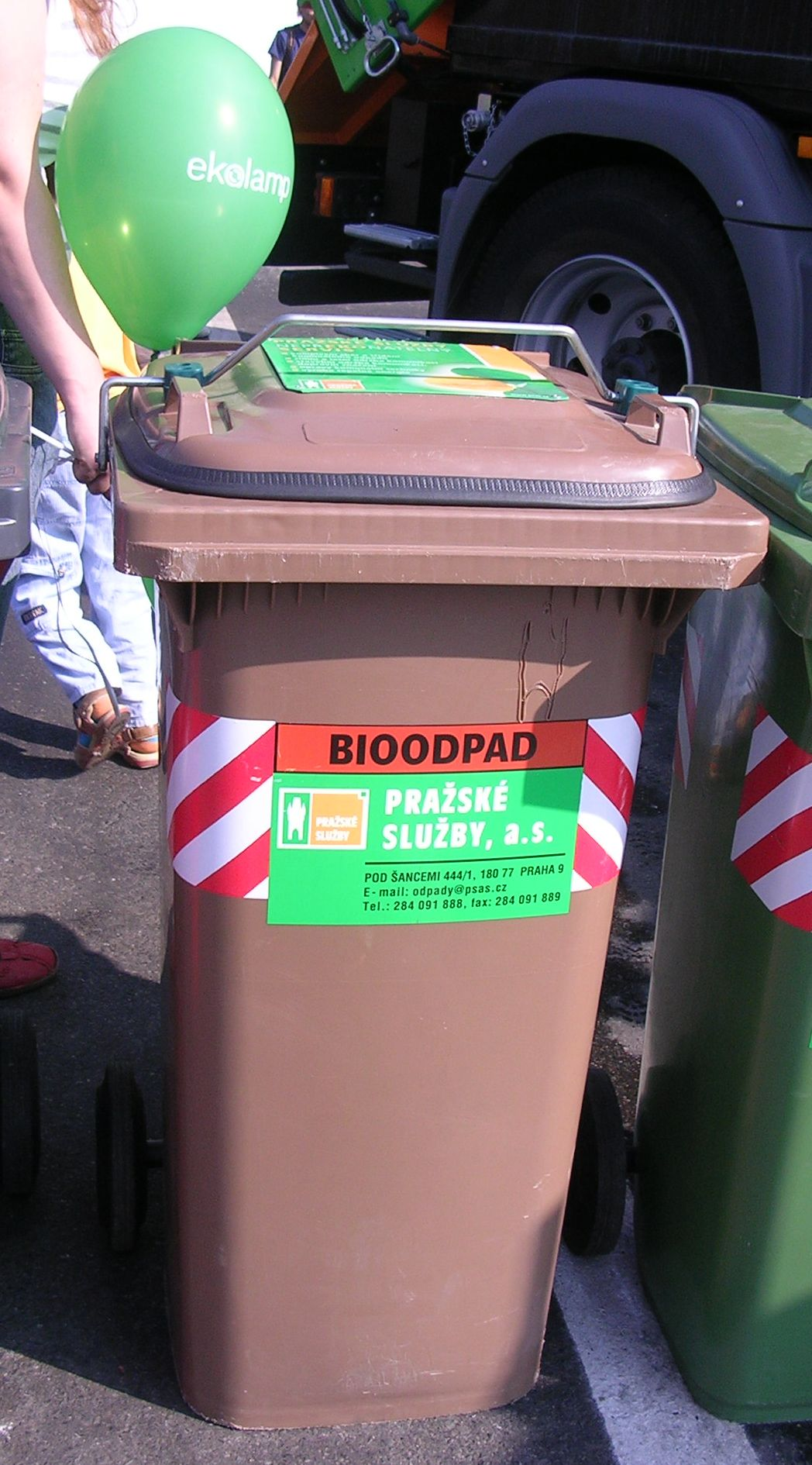
Kontejner na bioodpad

## Výhody biologického rozkladu
Biologicky rozložitelné odpady jsou skupinou odpadů, které lze dobře využít např. kompostováním nebo k výrobě bioplynu. Výhody:
- snížení množství skladovaného či spalovaného odpadu
- snížení produkce skleníkových plynů (především metan)
- zabránění nestability odpadu na skládce
- produkce kvalitních hnojiv

## Skládkování
Skládkování biologicky rozložitelných komunálních odpadů je omezováno, tato povinnost vyplývá ze směrnice Rady č. 1999/31/ES ze dne 26. dubna 1999 o skládkách odpadů, která byla implementována do Plánu odpadového hospodářství ČR (Nařízení vlády č. 197/2003 Sb.).

### Problémy skládkování bioodpadu
- způsobuje nestabilitu skládky (propadáním po rozkladu org. látek, nebo hromaděním plynu – nebezpečí vzdouvání terénu nebo výbuchu vznikajících plynů)
- přispívá ke skleníkovému efektu produkcí metanu
- zvyšuje množství skládkového odpadu a snižuje tak životnost skládky jako celku